# Митко Стайков
Митко Стайков Стайков е български политик, областен управител на област Търговище при първото правителство на Бойко Борисов. През 2011 година той прибира най-големия бонус от всички останали областни управители в страната, 4920 лева над заплатата си.

## Биография
Митко Стайков е роден на 19 януари 1966 година в град Сливен, България. Завършва висше образование в ВСИ „В. Коларов“ град Пловдив – „агроинженерство – полевъдство“. Следдипломната му специализация е „маркетинг и мениджмънт“. От 1998 година живее и работи в град Омуртаг. Започва собствен бизнес и става ръководител на ГЕРБ в Омуртаг.
На местните избори през 2007 година е избран за общински съветник от листата на партия ГЕРБ в Община Омуртаг. През 2009 година става областен управител на Търговище.